# Club Deportivo Santa Úrsula
El Club Deportivo Santa Úrsula es un club de fútbol del municipio de Santa Úrsula, en el norte de la isla de Tenerife. Actualmente su primer equipo milita en el grupo canario de la Tercera Federación.

## Historia
Fundado en 1975 el club participa por primera vez en Preferente en la temporada 1990-91. Después de esto el club estuvo varias temporadas sin competir, y una larga travesía por el fútbol regional en categorías menores como la 2.ª Regional y 1.ª Regional, hasta que en la segunda década del siglo XXI volvía a la liga de Preferente con un proyecto ambicioso que lo llevaría en tres temporadas a dar el salto a la Tercera División, estrenándose de este modo en el fútbol nacional.
La temporada 2010-11 acabaría, como la anterior, con el Santa Úrsula peleando por alcanzar el nivel superior tras ser subcampeón del grupo I de la Primera Interinsular. En la primera eliminatoria por el ascenso su rival sería la Asociación Deportiva Añaza. En la ida los norteños vencerían en el barrio santacrucero por 1-2, resultado que les acabaría clasificando pese a salir derrotados del Argelio Tabares en el encuentro de vuelta por 0-1. En la segunda ronda el Santa Úrsula se mediría al Atlético San Juan que había eliminado a la Unión Deportiva Güímar. En María Jiménez el marcador no se movería mientras que en su casa el Santa Úrsula ganaría por 2-0, clasificándose así para la final por el ascenso. En ella se enfrentó a la Unión Deportiva Valle Frontera club herreño que había dejado por el camino al Club Deportivo I'gara y a la Unión Deportiva Esperanza. El Santa Úrsula se traería del Estadio Municipal de La Frontera un empate a uno que le daba cierta ventaja para la vuelta pero en ella caería derrotado por un abultado 0-4. El equipo rojiblanco ascendía y el Santa Úrsula parecía que tendría que esperar para conseguir este objetivo. Sin embargo días más tarde el Club Deportivo Tenerife anunciaba que su tercer filial, el Club Deportivo Tenerife C, equipo que militaba en Preferente no saldría a competir. La plaza vacante la ocuparía el Santa Úrsula al ser el club que más cerca quedó de lograr subir.     
En la temporada 2013-14 el club acabaría segundo en la clasificación a cuatro puntos del campeón, el Club Deportivo Buzanada. Los tres primeros clasificados de la preferente tinerfeña lucharían por el ascenso junto al Club Deportivo Atlético Paso, campeón del grupo de la isla de La Palma. Para lograr el objetivo los hombres de Zeben Hernández Rodríguez debían superar dos eliminatorias a doble partido. En la semifinal por el ascenso se enfrentaría al equipo palmero no pudiendo pasar del empate a cero en casa el primer partido. En la vuelta sin embargo asaltaría el Municipal de El Paso venciendo por 0-3, triunfo le permitió disputar la final por el ascenso ante el Atlético Tacoronte, tercer clasificado en liga, que había eliminado al Buzanada. El partido de ida, celebrado en el Barranco de Las Lajas, se saldaría con un 0-1 a favor de los santaursuleros gracias al tanto de Tanausú Lorenzo Díaz 'Tana'. Gol que a la postre valdría un ascenso pues el  7 de junio, en el encuentro de vuelta, el marcador del Argelio Tabares no se movería. El Santa Úrsula era nuevo equipo de Tercera División.
El calendario quiso que el 24 de agosto de 2014 el Santa Úrsula se estrenara en categoría nacional con un derbi frente al Club Atlético Victoria. En La Victoria de Acentejo los rojos conseguirían ese día la primera victoria y el primer gol de su historia en Tercera División, ganando por 0-1 merced a un tanto de Nauzet Hernández Méndez.

## Derbis
El Club Deportivo Santa Úrsula guarda gran rivalidad con equipos de la zona norte de la isla de Tenerife, y sobre todo de la Comarca de Acentejo sobre todo con el Atlético Victoria con quién disputa el derbi de Acentejo. Esta temporada por primera vez en la historia dos equipos de esta comarca estarán en Tercera División, produciéndose el derbi más importante hasta la fecha contra el Club Atlético Victoria.
Derbis con el Atlético Victoria en categoría nacional
| Temporada | Casa | Fuera |
| --------- | ---- | ----- |
| 2014-15   | 1-1  | 0-1   |
| 2020-21   | 1-2  | 0-0   |
| 2023-24   | 2-1  | 1-1   |

| Equipo             | Victorias | Empates | Derrotas | Goles a Favor | Goles en Contra |
| ------------------ | --------- | ------- | -------- | ------------- | --------------- |
| C. D. Santa Úrsula | 2         | 3       | 1        | 6             | 5               |
| At. Victoria       | 1         | 3       | 2        | 5             | 6               |

## Uniforme
- Local: camiseta rojiblanca a rayas verticales, pantalón rojo y medias rojas.
- Alternativo: camiseta azul, pantalón azul y medias azul.

## Estadio
Juega sus encuentros como local en el Estadio Municipal Argelio Tabares. Dicho recinto deportivo tiene una capacidad para unos 2000 espectadores sentados.

## Todas las temporadas
| Temporada | División     | Posición    | Copa del Rey |
| --------- | ------------ | ----------- | ------------ |
| 1980-81   | 2.ª Regional | 11°         |              |
| 1981-82   | No compitió  | No compitió |              |
| 1982-83   | 2.ª Regional | 10°         |              |
| 1983-84   | No compitió  | No compitió |              |
| 1984-85   | 2.ª Regional | 6°          |              |
| 1985-86   | 2.ª Regional | 4°          |              |
| 1986-87   | 2.ª Regional | 6°          |              |
| 1987-88   | 1.ª Regional | 10°         |              |
| 1988-89   | 1.ª Regional | 8°          |              |
| 1989-90   | 1.ª Regional | 2°          |              |
| 1990-91   | Preferente   | 16.º        |              |
| 1991-92   | No compitió  | No compitió |              |
| 1992-93   | No compitió  | No compitió |              |
| 1993-94   | 2.ª Regional | 7.º         |              |
| 1994-95   | 2.ª Regional | 4.º         |              |
| 1995-96   | 2.ª Regional | 3.º         |              |
| 1996-97   | 1.ª Regional | 13.º        |              |
| 1997-98   | 1.ª Regional | 5.º         |              |
| 1998-99   | 1.ª Regional | 14.º        |              |
| 1999-00   | 2.ª Regional | 1.º         |              |
| 2000-01   | 1.ª Regional | 11.º        |              |
| 2001-02   | 1.ª Regional | 12.º        |              |
| 2002-03   | 1.ª Regional | 4.º         |              |
| 2003-04   | 1.ª Regional | 1.º         |              |
| 2004-05   | 1.ª Regional | 5.º         |              |
| 2005-06   | 1.ª Regional | 6.º         |              |
| 2006-07   | 1.ª Regional | 6.º         |              |
| 2007-08   | 1.ª Regional | 7.º         |              |
| 2008-09   | 1.ª Regional | 5.º         |              |

| Temporada | División       | Posición | Copa del Rey |
| --------- | -------------- | -------- | ------------ |
| 2009-10   | 1.ª Regional   | 2.º      |              |
| 2010-11   | 1.ª Regional   | 2.º      |              |
| 2011-12   | Preferente     | 6.º      |              |
| 2012-13   | Preferente     | 4.º      |              |
| 2013-14   | Preferente     | 2.º      |              |
| 2014-15   | 3.ª División   | 13.º     |              |
| 2015-16   | 3.ª División   | 13.º     |              |
| 2016-17   | 3.ª División   | 17.º     |              |
| 2017-18   | 3.ª División   | 7.º      |              |
| 2018-19   | 3.ª División   | 9°       |              |
| 2019-20   | 3.ª División   | 13°      |              |
| 2020-21   | 3.ª División   | 6°       |              |
| 2021-22   | 3.ª Federación | 8°       |              |
| 2022-23   | 3.ª Federación | 8.º      |              |
| 2023-24   | 3.ª Federación | 7.º      |              |
| 2024-25   | 3.ª Federación | -        |              |

### Datos del club
- Temporadas en Tercera División: 11
- Temporadas en Preferente: 4
- Temporadas en Primera Regional: 17
- Temporadas en 2.ª Regional:  9

### Palmarés
- Campeón Primera Regional: 1 (2003-04)
- Campeón Segunda Regional: 1 (1999-00)